# Rohacze (rejon lachowicki)
Rohacze (biał. Рагачы; ros. Рогачи) – wieś na Białorusi, w obwodzie brzeskim, w rejonie lachowickim, w sielsowiecie Ostrów.

## Historia
W dwudziestoleciu międzywojennym leżały w Polsce, w województwie nowogródzkim, w powiecie baranowickim, w gminie Krzywoszyn. W 1921 miejscowość liczyła 250 mieszkańców, zamieszkałych w 51 budynkach, w tym 238 Białorusinów i 12 Polaków. 245 mieszkańców było wyznania prawosławnego i 5 mojżeszowego.
Po II wojnie światowej w granicach Związku Sowieckiego. Od 1991 w niepodległej Białorusi.